# دراجة يدوية

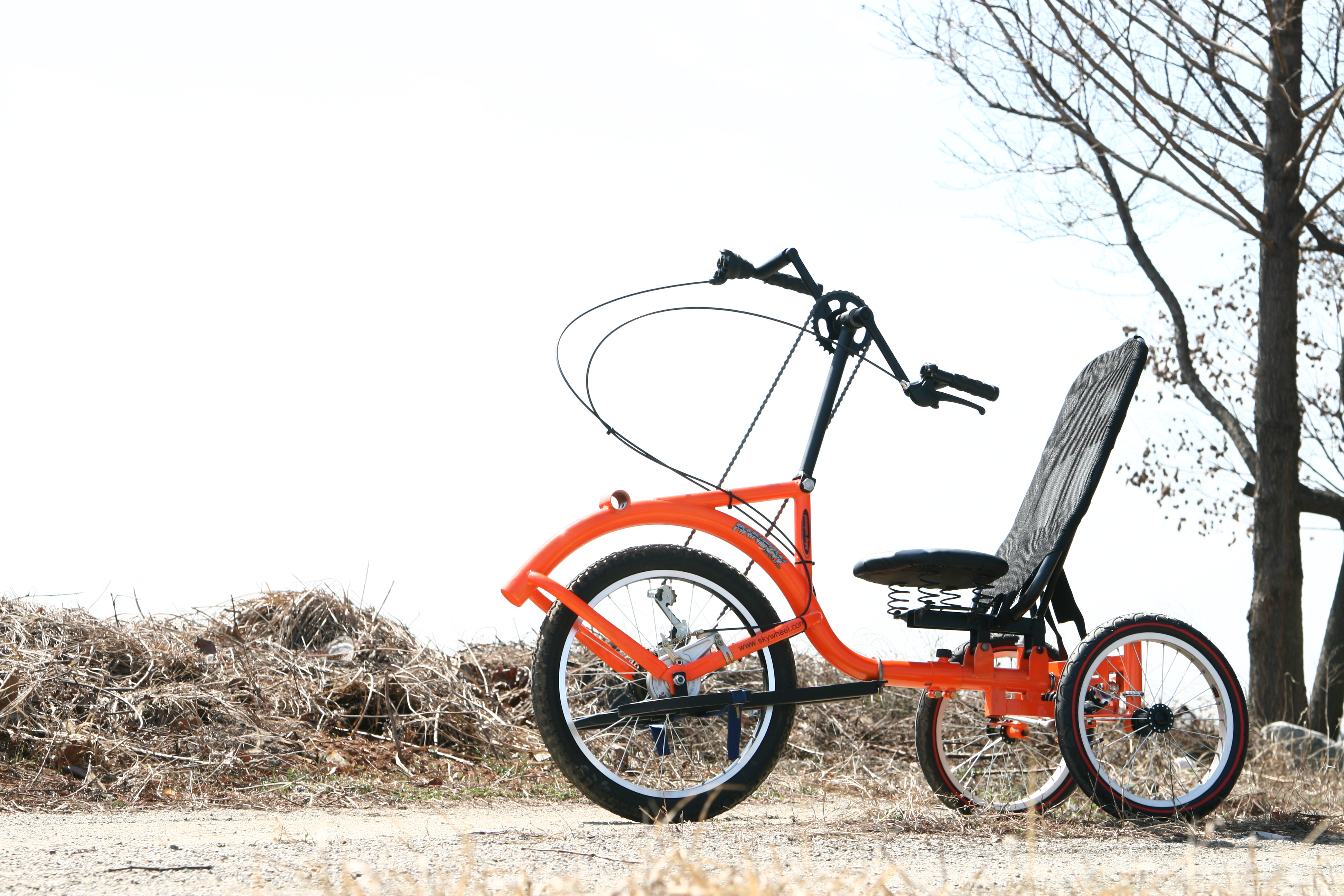
دراجة يدوية ذات وضعية مرتفعة وركوب مستقيم

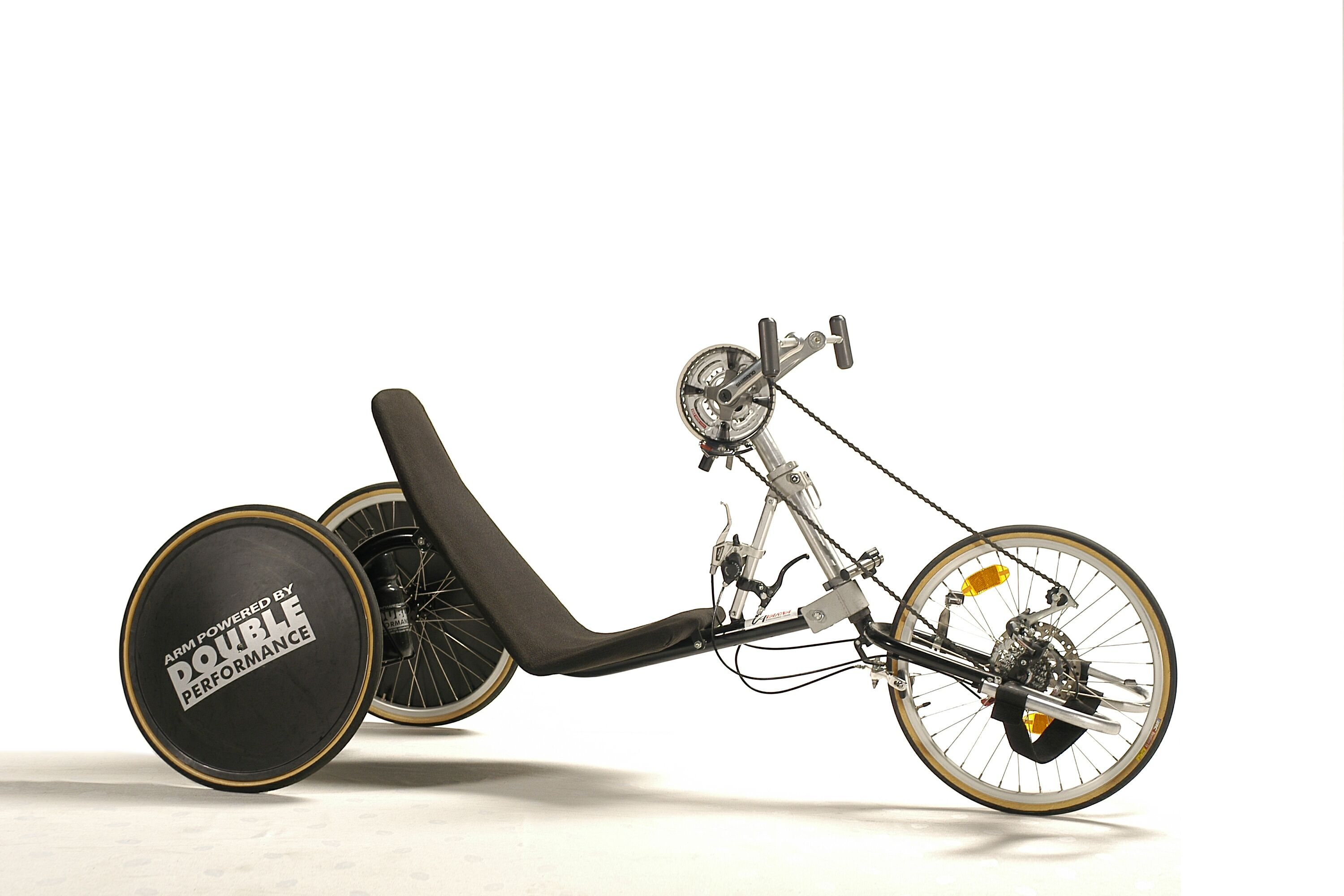
دراجة يدوية ذات وضعية ركوب منخفضة ومتكئة

الدراجة اليدوية (بالإنجليزية: Handcycle)‏ هي نوع من المركبات البرية التي تعمل بالطاقة البشرية والتي تعمل بالذراعين بدلاً من الساقين كما هو الحال في الدراجة. حيث أن معظم الدراجات اليدوية تكون على شكل دراجة ثلاثية العجلات مع عجلتين خلفيتين قابلتين للتوجيه وعجلة أمامية واحدة تعمل بالطاقة. وعلى الرغم من أنها تحتوي عادةً على ثلاث عجلات إلا أنها تُعرف أيضًا باسم الدراجات اليدوية.

## التاريخ

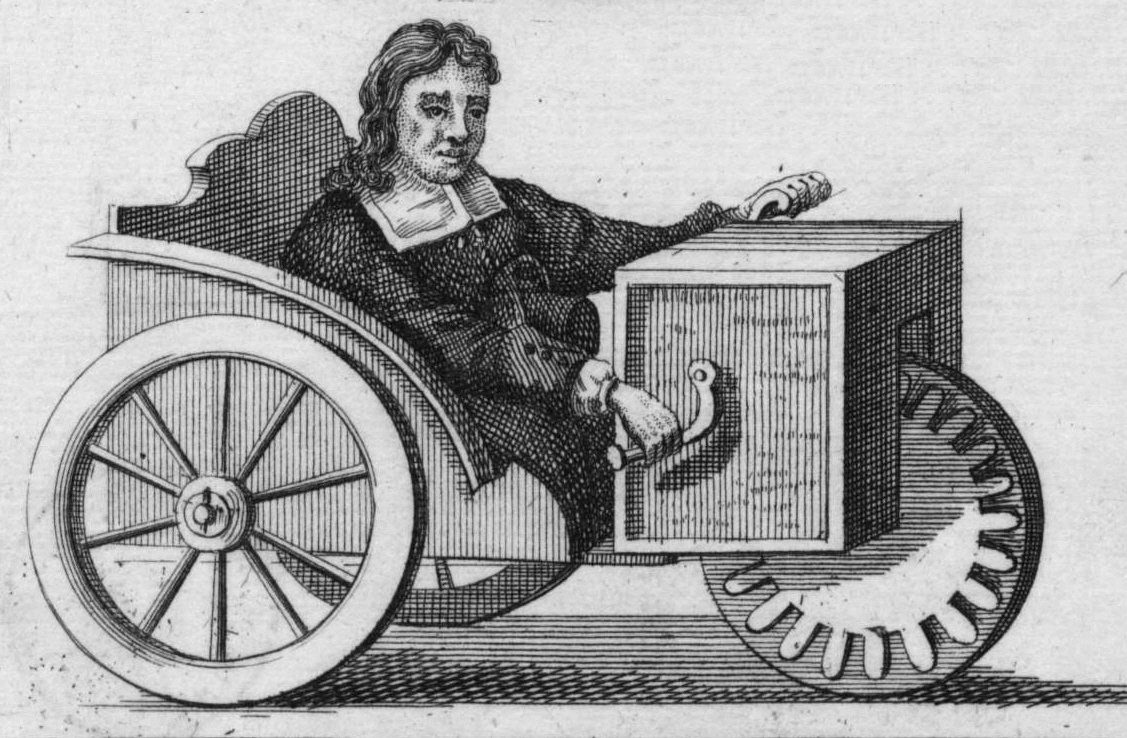
عربة فارفلر عام 1655

كان ستيفان فارفلر صانع ساعات من نورمبرغ في القرن السابع عشر ويعتبر اختراعه لعربة يدوية في عام 1655 أول دراجة ذاتية الحركة. ويُعتقد أنه كان إما مشلولًا أو مبتورًا. كما يُعتقد أن الجهاز ذو العجلات الثلاث كان بمثابة مقدمة للدراجة ثلاثية العجلات والدراجة الهوائية الحديثة.
كانت الابتكارات اللاحقة في تصميم الدراجات اليدوية مدفوعة بالحاجة إلى توفير وسائل النقل للجنود المصابين خلال الحرب الأهلية الأمريكية وفي وقت لاحق خلال الحرب العالمية الأولى. في حين أن عربة فارفلر نشأت من خلفيته كصانع ساعات فإن التصميمات التي ظهرت في منتصف القرن التاسع عشر كانت تُنتج من قبل مصنعي الدراجات الرئيسيين مثل شركة سنجر سايكل في كوفنتري. وبحلول نهاية الحرب العالمية الأولى أصبحت الدراجات اليدوية ذات الأنابيب المعدنية والمحرك بالسلسلة أكثر شيوعًا لتلبية احتياجات الجنود الذين فقدوا أرجلهم.
ومع تزايد شعبية الدراجات اليدوية وتوافرها أدت احتياجات مجموعة واسعة من المستخدمين إلى قيام مصنعي الدراجات اليدوية بالابتكار في التصميمات السابقة. حيث يقوم المصنعون المتخصصون مثل فريدم كونسبتس (التي تنتج دراجة ستراي سبورت اليدوية للمراهقين والبالغين الذين يعانون من إصابات في النخاع الشوكي) وثيربلي موبيلتي سايكلس (التي تصمم دراجات للأطفال المصابين بالسنسنة المشقوقة ) ببناء دراجات يدوية مصممة لتلبية احتياجات مجموعة محددة من راكبي الدراجات ذوي الإعاقة. ويتم أيضًا إنتاج دراجات سباق يدوية عالية الجودة لتناسب احتياجات المتسابقين ذوي الاحتياجات الخاصة.

## وصف
لقد قام العديد من المصنعين بتصميم وإصدار دراجات ثلاثية العجلات تعمل بالطاقة اليدوية أو دراجات يدوية. وأصبحت الدراجات اليدوية من المشاهد المعتادة في اجتماعات أتش بيه في وبدأت في الظهور في الشوارع. إنها تتبع عادةً تصميم دلتا مع عجلات أمامية مدفوعة بواسطة تروس ديريلر قياسية مدعومة بكرنكات يدوية. ويتم عادةً تثبيت رافعات الفرامل على مقابض اليد التي عادةً ما يتم تثبيتها في الطور على عكس أذرع الدواسة والتي عادةً ما تكون خارج الطور بمقدار 180 درجة. ويتيح هذا للراكب استخدام جذعه بسهولة أكبر للمساعدة في دفع الدراجة. وتدور مجموعة العمود المرفقي بأكملها والعجلة الأمامية معًا مما يسمح للسائق بالتوجيه والتدوير في نفس الوقت.
تستخدم بعض التصميمات عجلتين أماميتين وعجلة خلفية واحدة، في حين تستخدم تصميمات أخرى تصميمات ذات توجيه نحيف.
الدراجة اليدوية ليست كرسيًا متحركًا إذ تحتوي الدراجة اليدوية على كرنك وتروس، بينما يحتوي الكرسي المتحرك على حواف دفع مباشرة على العجلات الرئيسية.

## الأنماط

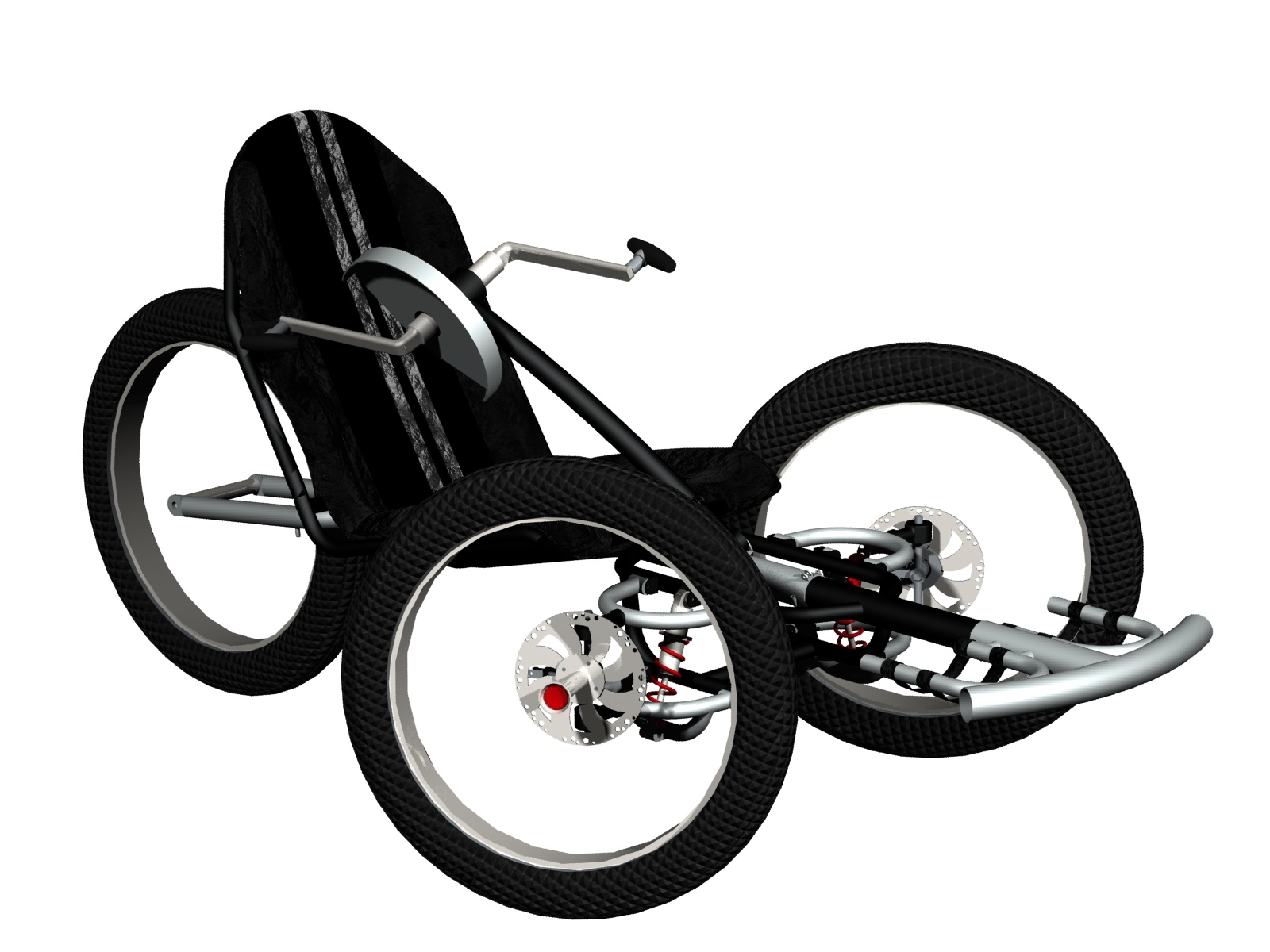
دراجة يدوية للطرق الوعرة

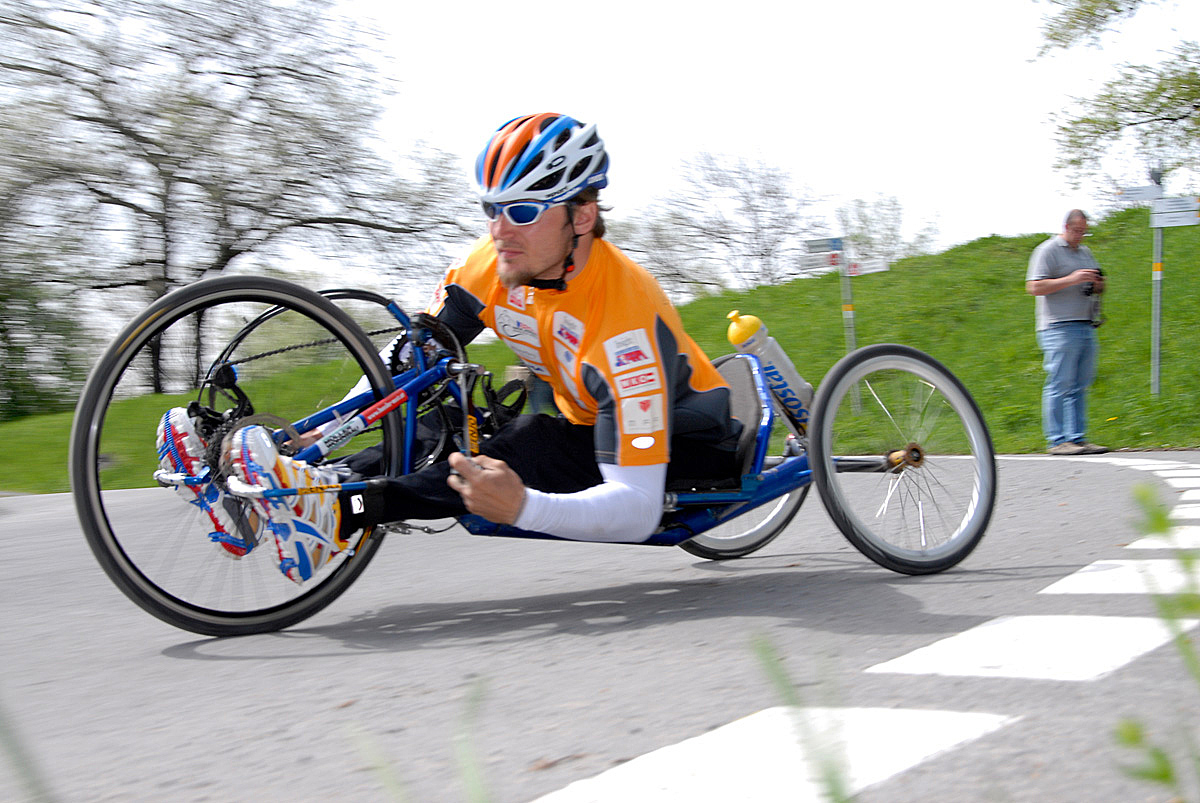
سباق الدراجات اليدوية

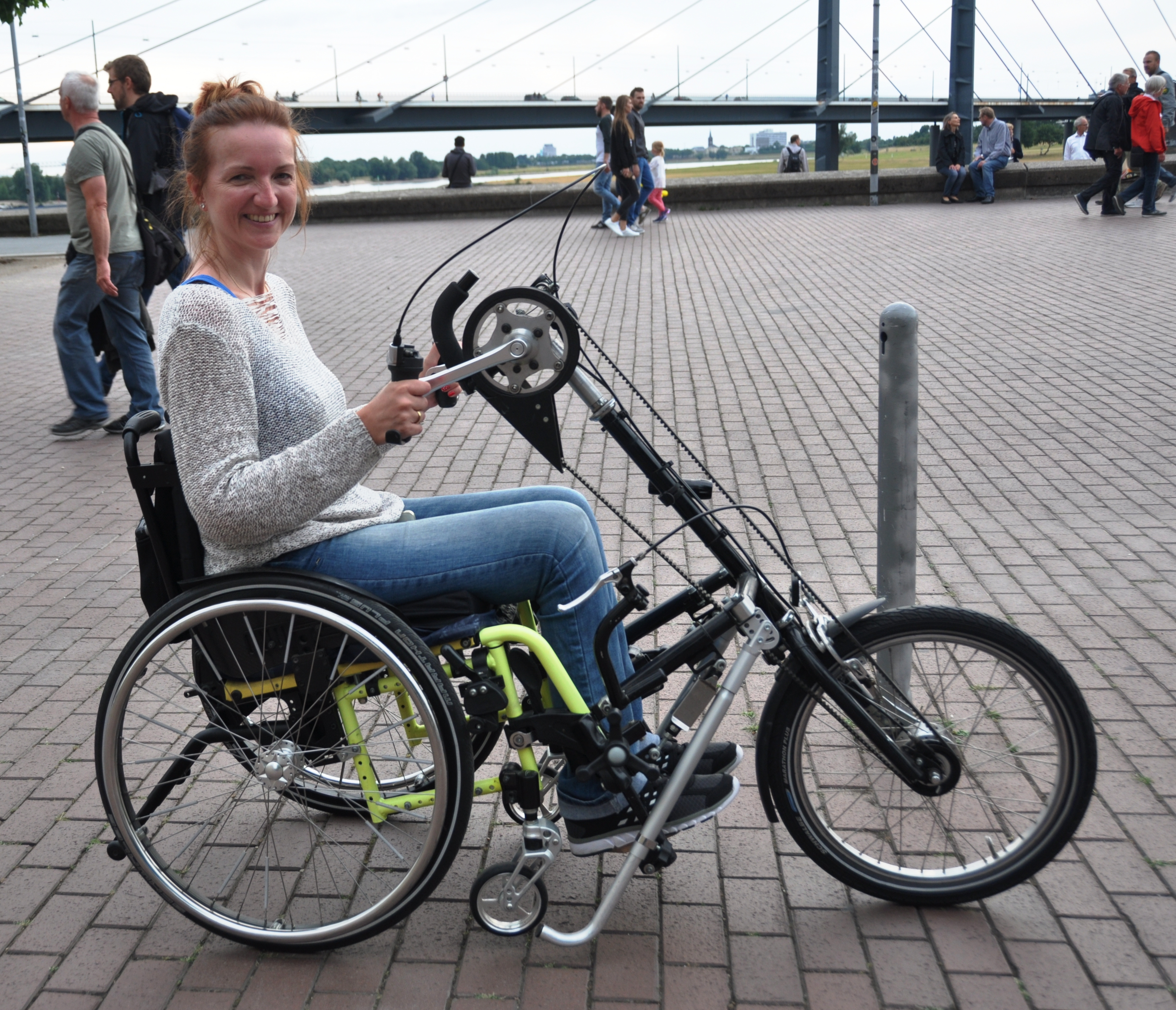
إضافة/تحويل الدراجة اليدوية للكرسي المتحرك

تأتي الدراجات اليدوية بأشكال متنوعة، مما يجعلها في متناول الأشخاص ذوي الإعاقات المختلفة. هناك أيضًا هجينة بين الدراجة اليدوية والدراجة المستلقية والدراجة ثلاثية العجلات.

### توجيه فورك
تمثل الدراجات اليدوية ذات التوجيه الشوكي الأغلبية من الدراجات اليدوية المباعة. إذ إنها تعمل بشكل جيد لإصابات العمود الفقري المنخفضة والعالية المستوى، ومعظمها يحتوي على مساند أقدام قابلة للتعديل وزاوية مقعد وتأتي مع مجموعة متنوعة من التروس وتكوينات العجلات والإطارات اعتمادًا على الاستخدام المقصود: السباق أو الترفيه أو السياحة. وتشمل الشركات المصنعة لهذا النوع من الدراجات اليدوية شركة Invacare (Top End) وشركة Intrepid Equipment وشركة Varna وشركة Schmicking وشركة Sunrise Medical (Quickie).

### توجيه لين
يقوم راكبو الدراجات بتوجيه عجلة القيادة عن طريق الانحناء نحو المنعطف. إذ يوجد منحنى تعليمي أطول مع دورات التوجيه الهزيلة وهي أقل استقرارًا بشكل كبير عند السرعات العالية. ويبدو نظام التوجيه الهزيل مشابهًا للتزلج الفردي: استخدام جسمك بالكامل لتوجيه الدراجة اليدوية. كما يمكن أن تعمل الدراجات اليدوية ذات التوجيه المائل بشكل جيد للإصابات ذات المستوى الأدنى؛ وعلى الرغم من أن بعض الرياضيين الذين يعانون من إعاقة عالية المستوى يستخدمونها أيضًا. تشمل الشركات المصنعة لهذا النوع من الدراجات اليدوية شركة Lighting Handcycles وشركة Brike International Ltd. (Freedom Ryder).
نوع آخر من الدراجات ثلاثية العجلات ذات التوجيه المائل لها عجلتان خلفيتان للتوجيه وعجلة أمامية واحدة غير قابلة للتوجيه تعمل بالطاقة مع مقابض يد مائلة بزاوية 180 درجة، على غرار أذرع الدواسة والتي يمكن تشغيلها بيد واحدة فقط مما يجعل من السهل الركوب صعودًا، ويمكن قيادتها في منحنى أضيق مع نظام التوجيه التلقائي للعجلات الخلفية.

### على الطرق الوعرة
تختلف الدراجة الوعرة عن الدراجات اليدوية الأخرى في وجود عجلتين في الأمام وواحدة في الخلف كما تتمتع بنطاق نسبة تروس أقل. وهذا يمنح الدراجة القدرة على التعامل مع المنحدرات الشديدة ويسمح بركوب الدراجات الجبلية باليد. إن إضافة إطار أوسع مع مداس مناسب يجعل من الممكن ركوب بعض الدراجات الجبلية على الدراجات الهوائية القياسية.

### جولة سياحية
تم استخدام الدراجات اليدوية أيضًا في الرحلات السياحية وللاستيعاب بشكل أفضل لهذا الاهتمام قام بعض المصنعين بدمج واقيات الطين ورفوف البضائع. ومع تطور الدراجات اليدوية أصبحت أخف وزناً بشكل تدريجي، كما أنها تتمتع بتجهيزات أفضل للتسلقات الطويلة والرحلات الطويلة.

### السباق
تميل الدراجات اليدوية المخصصة للسباق إلى أن تكون منخفضة للغاية عن الأرض لتقليل مقاومة الهواء وتعظيم التسارع الجانبي الذي يمكن توليده في المنعطف دون الانقلاب إلى الخارج.

## تحويل الكرسي المتحرك
يمكن تحويل الكرسي المتحرك إلى دراجة يدوية من خلال ملحق يتكون من عجلة أمامية قابلة للتوجيه ومرفق.

## معرض الصور

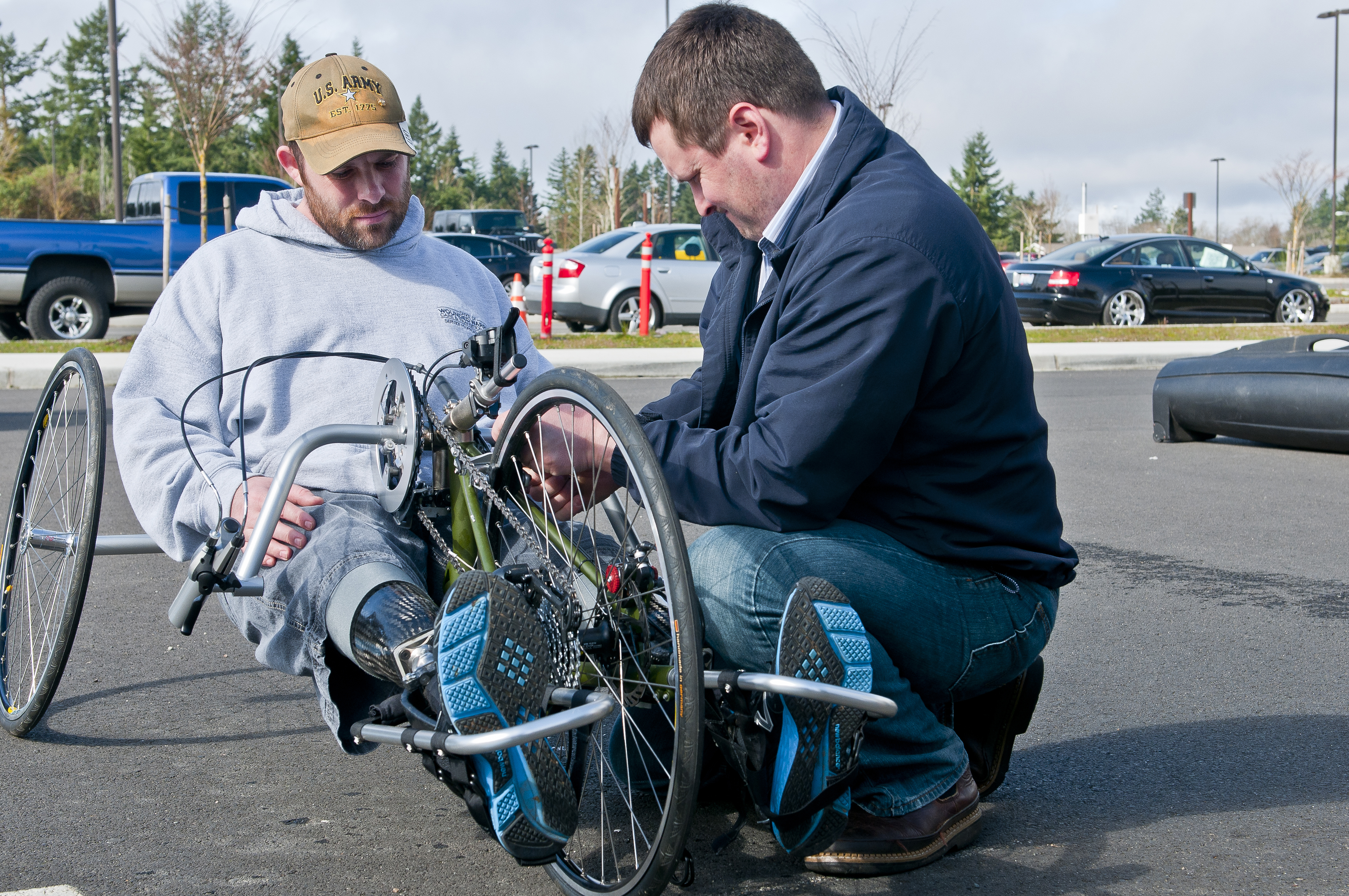
دراجة ثلاثية العجلات تعمل باليد
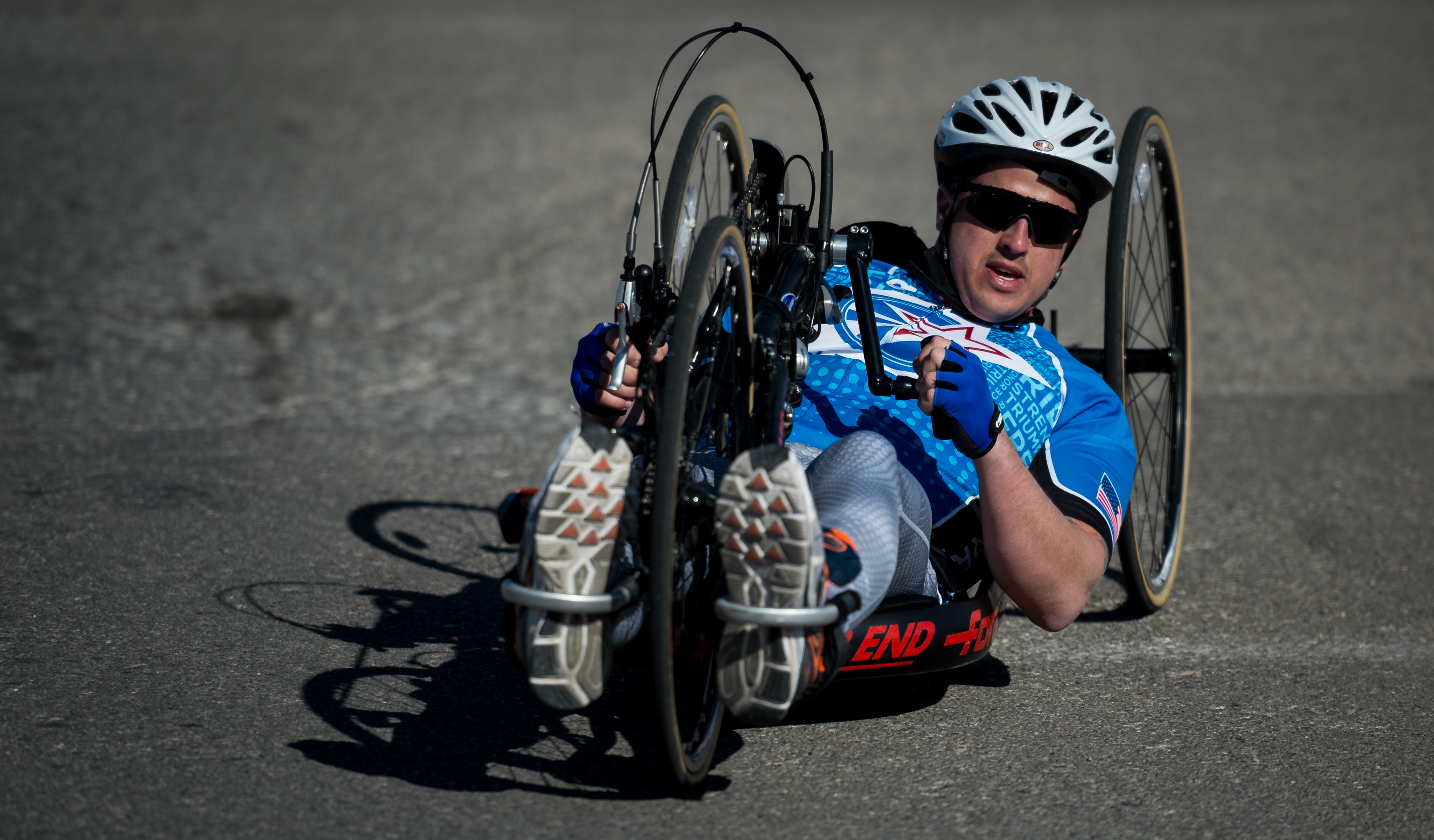
دراجة ثلاثية العجلات تعمل باليد مخصصة للسباقات
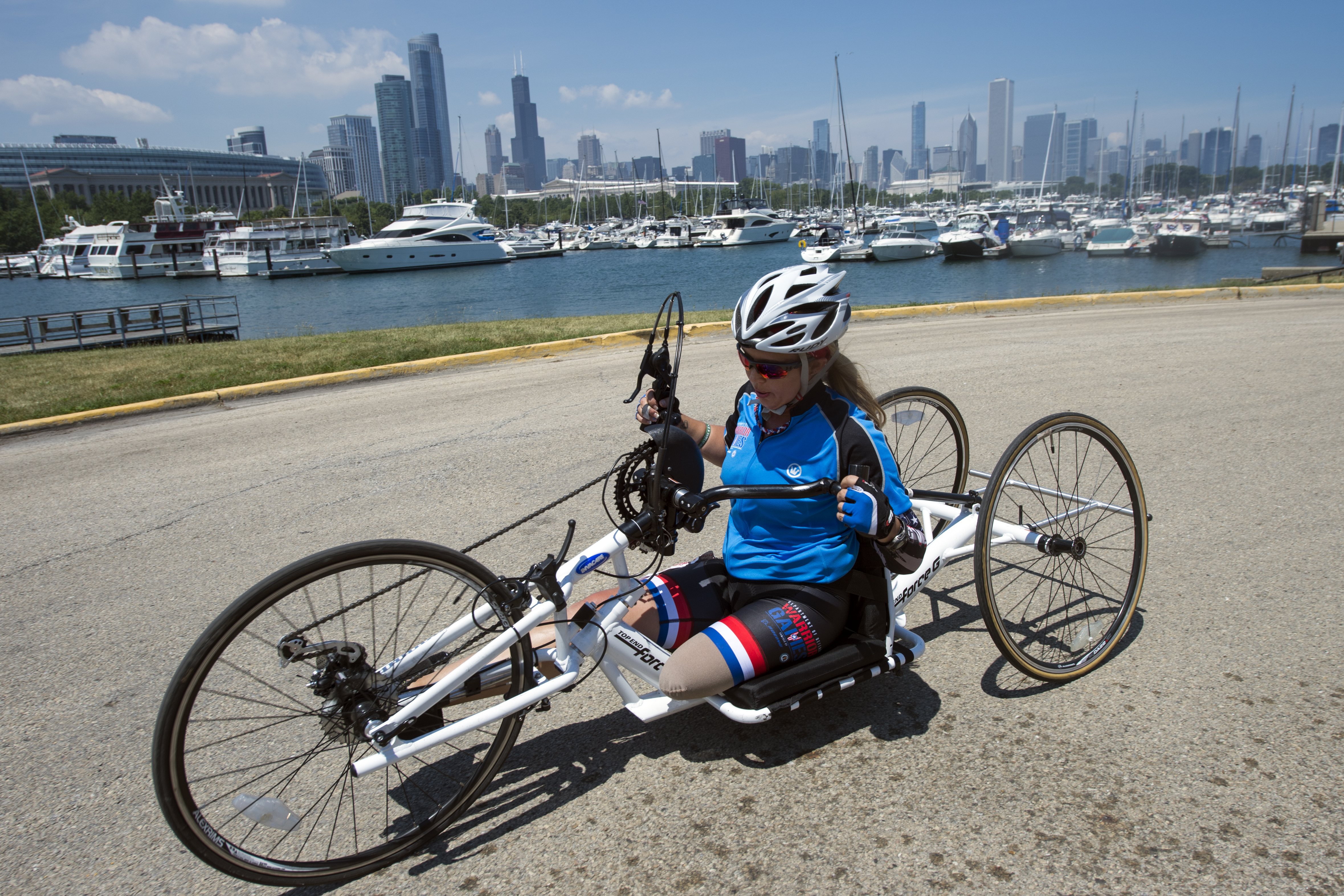
سباق دراجات تعمل باليد
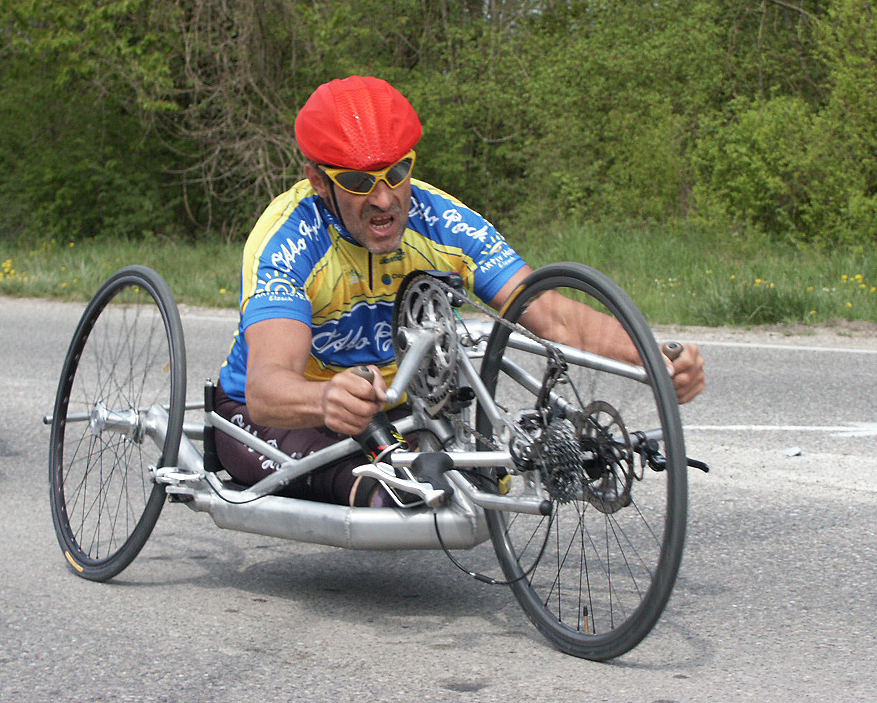
سباق دراجات اليد
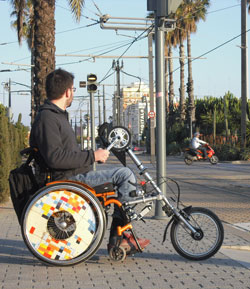
إضافة/تحويل دراجة يد لكرسي متحرك
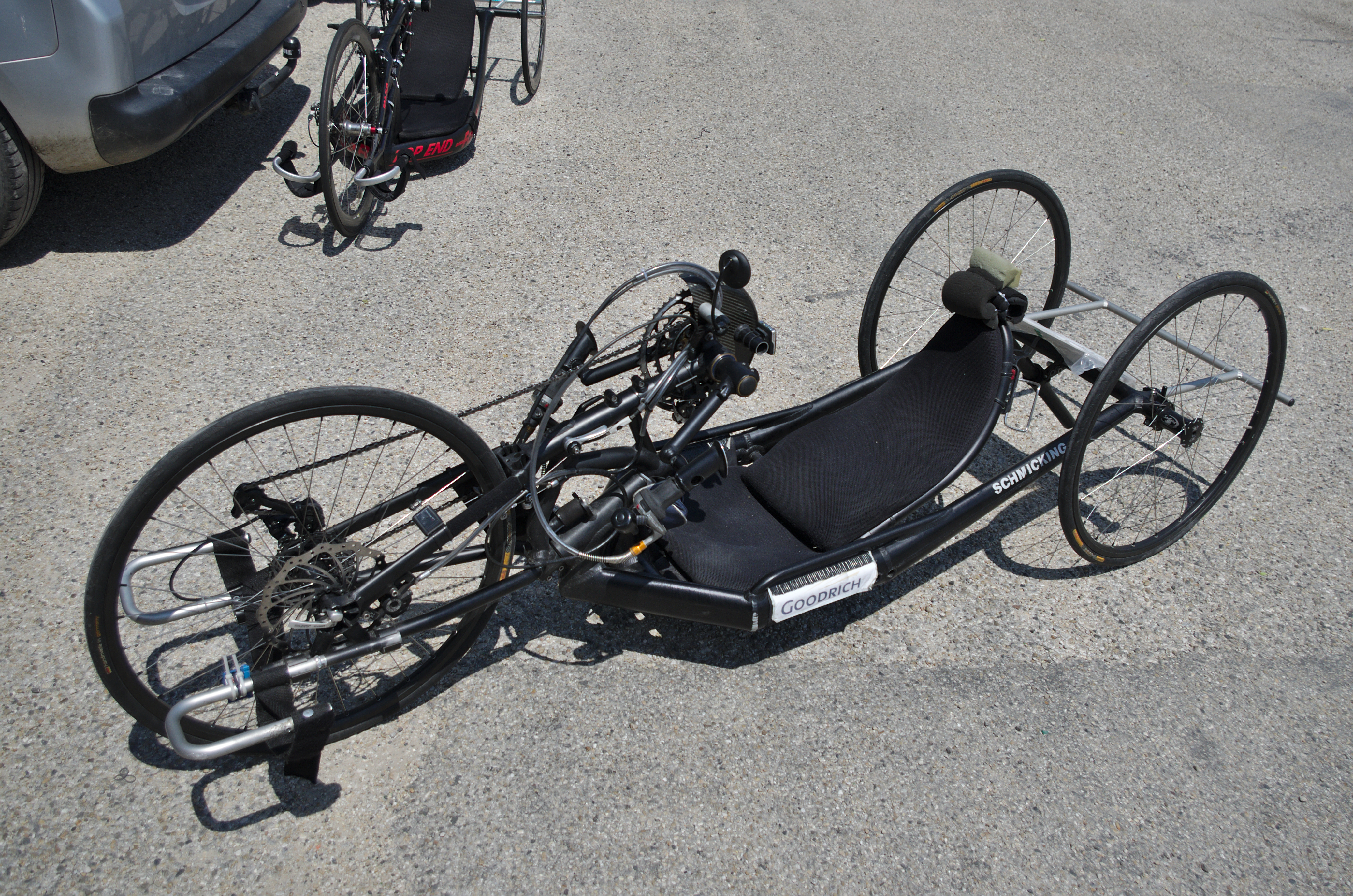